# Hector Lombard
Hector Lombard (Matanzas, 2 febbraio 1978) è un lottatore di arti marziali miste ed ex judoka cubano naturalizzato australiano.
Combatte nella categoria dei pesi medi per la promozione UFC, ed è stato un imbattuto campione dei pesi medi nelle organizzazioni Bellator, Cage FC e Australian FC; nella Bellator ha vinto anche il torneo dei pesi medi della prima stagione.
Prima di dedicarsi alle arti marziali miste Lombard è stato un judoka di successo, campione nazionale di Cuba per ben tre volte e a medaglia in nove tornei internazionali tra il 1999 ed il 2004; venne selezionato dalla nazionale cubana di judo per le Olimpiadi di Sydney 2000.

## Carriera nel judo
Il primo risultato significativo di Lombard nella sua carriera da judoka è la vittoria del campionato nazionale collegiale di Cuba categoria 52 kg del 1991, campionato svoltosi nell'Isola della Gioventù; Lombard si ripeterà anche nelle edizioni del 1993 a L'Avana e del 1994 a Las Tunas, entrambe per i 71 kg.
Nel 1997 prende parte al campionato nazionale junior di Santa Clara, vincendo la medaglia d'oro nella categoria 73 kg, categoria di peso nella quale combatterà per tutto il resto della sua carriera nella disciplina del judo sportivo a Cuba.
Lo stesso anno prende parte al suo primo campionato nazionale senza limiti di età, svoltosi a L'Avana: qui Lombard si deve accontentare di un terzo posto.
Migliora nel 1998, arrivando secondo e prendendo parte al suo primo torneo internazionale, ovvero il Campeonato Ibero Americano, dove vinse la medaglia d'argento.
Dal 1999 al 2001 vincerà per tre volte consecutive il campionato nazionale, meritandosi la convocazione per le Olimpiadi di Sydney 2000 dove superò il primo turno sconfiggendo l'egiziano Haitham El Hossainy ma successivamente dovette arrendersi contro il futuro campione europeo Gennadiy Bilodid; oltre ai successi nazionali vince per due volte consecutive il Torneo International Jose Ramon Rodriges, arriva secondo all'Austria Open, terzo al World Masters di Germania e secondo al Tre Torri International Open in Italia.
Nel 2002 gareggia ancora in Italia, arrivando secondo al torneo International Open Guido Sieni e terzo all'International Open Tre Torri.
Nel 2004 gareggiò e vinse l'Australian Open sia nella categoria 81 kg sia nella categoria openweight; proprio in quegli anni emigrò da Cuba in Australia, ottenendo anche la nazionalità australiana.

## Carriera nelle arti marziali miste

### Inizi
Con un curriculum da judoka di alto livello, la carriera di Lombard nelle arti marziali miste inizia nel 2004 con diversi incontri per promozioni australiane; tra queste l'Xtreme Fighting Championships (XFC), nella quale nel 2006 vinse il titolo dei pesi mediomassimi.
Successivamente mise KO l'ex Pride e UFC Daiju Takase.

### Pride Fighting Championships
Già nel 2006 Lombard raggiunse il vertice delle arti marziali miste internazionali, entrando nella prestigiosa Pride e prendendo parte al torneo Pride 2006 Welterweight Grand Prix per i pesi welter.
Qui venne messo subito al cospetto del forte Akihiro Gono, contro il quale Lombard patì la sua prima sconfitta in carriera per decisione dei giudici di gara al termine del match.
La sua seconda sconfitta in carriera, e l'ultima nei successivi sei anni, avviene sempre in Pride e per mano di Gegard Mousasi, uno dei migliori pesi mediomassimi di quel decennio.

### Cage Fighting Championship
Dopo la deludente esperienza in Giappone con la Pride Lombard torna a combattere in Oceania.
Qui ottiene una buona vittoria contro il futuro campione Cage Fighting Championship e lottatore UFC James Te-Huna.
Lombard esordisce nella CFC, al tempo la miglior promozione australiana, il 28 luglio 2007 con un pareggio contro Kyle Noke.
Lo stesso anno viene scelto dalla federazione come contendente per il nuovo titolo dei pesi medi CFC assieme al francese Jean-François Lénogue: il cubano s'impone ai punti e diviene campione di categoria CFC.
Quell'anno si discusse del passaggio di Lombard alla prestigiosa promozione statunitense UFC: l'accordo tra le parti venne raggiunto, e il lottatore cubano avrebbe dovuto esordire il 17 novembre 2007 a Newark con l'evento UFC 78: Validation, ma un problema nell'ottenere il visto d'ingresso mandò tutto in fumo.
Nel 2008 difese il titolo in ben quattro occasioni, demolendo con KO e sottomissioni Tristan Yunker, Fabiano Capoani, Brian Ebersole (veterano mai messo KO in carriera) e Ron Verdadero, quest'ultimo steso con uno spettacolare suplex.

### Bellator Fighting Championships
Nel 2009 Lombard firmò un contratto con la prestigiosa organizzazione statunitense Bellator; sebbene venne annunciata la firma di un contratto esclusivo, Lombard poté ancora difendere il titolo CFC e combattere contemporaneamente in altre promozioni.
Forte del suo record personale di 18-2-1, Lombard prende parte al torneo dei pesi medi della prima stagione, torneo che avrebbe decretato il campione di categoria Bellator.
Nei quarti di finale mise KO in poco più di un minuto il messicano Virgil Lozano; stessa sorte toccò al semifinalista Damien Stelly.
In finale affrontò e sconfisse Jared Hess, fermato dai medici, divenendo così il primo campione dei pesi medi Bellator della storia.
Successivamente fu chiamato a difendere il titolo CFC contro l'ex UFC Kalib Starnes e Art Santore, vincendo entrambi gli incontri nel primo round.
Dopo due incontri non validi per il titolo Bellator contro Jay Silva e l'ex giocatore di football americano Herbert Goodman, Lombard dovette difendere per la prima volta il suo titolo contro il russo Alexander Shlemenko, vincitore del torneo dei pesi medi della seconda stagione: il cubano s'impose ai punti dopo cinque riprese.
Dopo quella vittoria Hector manifestò la volontà di combattere il campione Strikeforce Ronaldo Souza, e l'amministratore delegato di Bellator Bjorn Rebney discusse della possibilità di far sfidare i vari campioni delle due promozioni; tuttavia la collaborazione tra le due parti non decollò e nulla si fece.
Nel 2011 Lombard difese per la settima volta il titolo CFC, questa volta sconfiggendo Joe Doerksen, ex UFC e contendente al titolo WEC.
Lo stesso anno ottenne due buone vittorie per KO contro Falaniko Vitale e Trevor Prangley, entrambi incontri senza alcun titolo in palio, e arrivò a detenere contemporaneamente tre titoli di tre differenti organizzazioni, in quanto vinse il neonato titolo dei pesi medi Australian Fighting Championship.
Non sazio della sua trasversalità tra le differenti organizzazioni, nel 2012 accettò di sfidare il ceceno Mamed Khalidov, ex campione dei pesi mediomassimi nella promotion polacca KSW: l'incontro però saltò, anche perché Lombard era in procinto di passare in UFC.

### Ultimate Fighting Championship
Il 24 aprile 2012 Lombard firma un contratto con l'UFC, al tempo la maggiore lega al mondo di arti marziali miste per valore dei lottatori e introiti economici, lasciando di fatto il titolo dei pesi medi Bellator vacante.
Lombard avrebbe dovuto esordire contro Brian Stann, considerato al tempo il peso medio numero 8 al mondo, ma un infortunio capitato a quest'ultimo fece cambiare abbinamento per l'incontro, e al lottatore cubano venne opposto Tim Boetsch, considerato al tempo il sesto peso medio più forte ed era imbattuto da tre incontri consecutivi: fu un noioso incontro di point-fight e molto equilibrato, dove da statistiche Boetsch portò un maggior numero di colpi ma subì i takedown del cubano; due giudici su tre assegnarono la vittoria allo statunitense, interrompendo la striscia di imbattibilità di Lombard che durava da venticinque incontri.
Ottenne la prima vittoria in UFC nel dicembre 2012 contro un avversario di qualità in Rousimar Palhares, esperto di sottomissioni e top fighter di categoria: Lombard tenne l'incontro il più possibile in piedi con vari scambi e mandò KO l'avversario nel primo round.
Inserito nei ranking ufficiali dei pesi medi UFC come il contendente numero 8, Lombard affronta in Giappone il grappler di casa e contendente numero 4 Yushin Okami, perdendo ancora una volta per decisione non unanime dei giudici di gara (29-28, 28-29, 28-29); dopo tale sconfitta Lombard prese la decisione di scendere nella categoria dei pesi welter.
L'esordio nella nuova divisione di peso fu positivo e Lombard stese nel primo round l'ex campione Strikeforce, campione Pancrase e contendente al titolo dei pesi medi UFC Nate Marquardt.
Nel 2014 Lombard ottiene quella che fino ad allora era probabilmente la sua vittoria più prestigiosa in carriera in quanto dominò grazie al suo judo e al suo striking potente uno degli atleti più decorati: Jake Shields, ex campione dei pesi medi Strikeforce, ex contendente al titolo dei pesi welter UFC e #6 dei ranking UFC. In agosto avrebbe dovuto affrontare il sudcoreano Kim Dong-Hyun, ma a due mesi dalla sfida proprio Lombard s'infortunò e dovette dare forfait.
Nel gennaio 2015 sconfisse meritatamente l'ex WSOF Josh Burkman, e nell'aprile dello stesso anno avrebbe dovuto affrontare Rory MacDonald per un probabile posto come contendente al titolo, ma proprio Lombard in seguito al match contro Burkman fallì un test anti-doping e il match venne cancellato. In seguito a questo evento venne sospeso per un anno e gli furono detratti i soldi ottenuti grazie all'ultimo incontro disputato, il quale fu cambiato in un no-contest.
Il 29 marzo venne annunciata la possibilità da parte di Lombard di ritornare a competere nei tornei internazionali di judo, come ad esempio le olimpiadi del 2016 che si svolgeranno in Brasile.
Nel suo primo incontro, dopo la sospensione di un anno per doping, affrontò Neil Magny all'evento UFC Fight Night 85 che si tenne a marzo del 2016. Dopo pochi secondi dall'inizio del match, Lombard andò a segno con una combinazione che mise in serie difficoltà Magny. Quest'ultimo nonostante le grosse difficoltà riusci a resistere al ground and pound del suo avversario per tutta la durata del round. Verso la fine della seconda ripresa, Magny venne portato al tappeto da Lombard ma con uno scatto fulmineo riuscì a chiuderlo in uno strangolamento a triangolo con le gambe; utilizzando questa manovra capovolse la situazione a sua favore, raggiungendo la posizione montata. Da tale posizione andò a segno con un devastante ground and pound ma nonostante la serie numerosa di pugni incassati da Lombard, l'arbitro decise di non fermare l'incontro. Alla terza ripresa, un Lombard ormai visibilmente stanco e provato venne portato immediatamente al tappeto e da qui Magny, una volta applicata la triangle choke, pose fine all'incontro con il ground and pound.

#### Ritorno ai Pesi Medi
A giugno affrontò la leggenda delle MMA, ex campione dei pesi mediomassimi Strikeforce, Dan Henderson nella categoria dei pesi medi. Dopo un minuto dall'inizio del secondo round, Lombard venne colpito da Henderson con un calcio alla testa ma riuscì ad afferrargli la gamba nel tentativo di mandarlo al tappeto, prontamente però, Hendo riuscì a colpirlo violentemente con una gomitata alla tempia mandandolo KO.
Il 28 gennaio del 2017 avrebbe dovuto affrontare Brad Tavares all'evento UFC Fight Night: Shevchenko vs. Pena. Tuttavia, l'incontro venne cancellato il 10 gennaio senza alcuna spiegazione.

## Risultati nelle arti marziali miste
| Risultato  | Record     | Avversario            | Metodo                                | Evento                                       | Data              | Round | Tempo | Città                      | Note |
| ---------- | ---------- | --------------------- | ------------------------------------- | -------------------------------------------- | ----------------- | ----- | ----- | -------------------------- | --- |
| Sconfitta  | 34-9-1 (2) | C. B. Dollaway        | Squalifica (pugni illegali)           | UFC 222: Cyborg vs. Kunitskaya               | 3 marzo 2018      | 1     | 5:00  | Las Vegas, Stati Uniti     | Lombard fu squalificato dopo aver colpito Dollaway due volte dopo il suono della campana rendendolo impossibilitato a continuare l'incontro |
| Sconfitta  | 34-8-1 (2) | Anthony Smith         | KO Tecnico (pugni)                    | UFC Fight Night: Rockhold vs. Branch         | 16 settembre 2017 | 3     | 2:33  | Pittsburgh, Stati Uniti    | |
| Sconfitta  | 34-7-1 (2) | Johny Hendricks       | Decisione unanime                     | UFC Fight Night: Lewis vs. Browne            | 19 febbraio 2017  | 3     | 5:00  | Halifax, Canada            | |
| Sconfitta  | 34-6-1 (2) | Dan Henderson         | KO (calcio alla testa e gomitate)     | UFC 199: Rockhold vs. Bisping 2              | 4 giugno 2016     | 2     | 1:27  | Inglewood, Stati Uniti     | Ritorna ai Pesi Medi |
| Sconfitta  | 34-5-1 (2) | Neil Magny            | KO Tecnico (pugni)                    | UFC Fight Night: Hunt vs. Mir                | 20 marzo 2016     | 3     | 0:46  | Brisbane, Australia        | |
| No Contest | 34-4-1 (2) | Josh Burkman          | No Contest (fallito test anti-doping) | UFC 182: Jones vs. Cormier                   | 3 gennaio 2015    | 3     | 5:00  | Las Vegas, Stati Uniti     | La vittoria per decisione unanime ottenuta da Lombard venne cambiata in no contest, a causa di un test anti-doping fallito da quest'ultimo  |
| Vittoria   | 34-4-1 (1) | Jake Shields          | Decisione (unanime)                   | UFC 171: Hendricks vs. Lawler                | 15 marzo 2014     | 3     | 5:00  | Dallas, Stati Uniti        | |
| Vittoria   | 33-4-1 (1) | Nate Marquardt        | KO (pugni)                            | UFC 166: Velasquez vs. dos Santos 3          | 19 ottobre 2013   | 1     | 1:48  | Houston, Stati Uniti       | Passa ai Pesi Welter |
| Sconfitta  | 32-4-1 (1) | Yushin Okami          | Decisione (non unanime)               | UFC on Fuel TV: Silva vs. Stann              | 3 marzo 2013      | 3     | 5:00  | Saitama, Giappone          | |
| Vittoria   | 32-3-1 (1) | Rousimar Palhares     | KO Tecnico (pugni)                    | UFC on FX: Sotiropoulos vs. Pearson          | 15 dicembre 2012  | 1     | 3:38  | Gold Coast, Australia      | |
| Sconfitta  | 31-3-1 (1) | Tim Boetsch           | Decisione (non unanime)               | UFC 149: Faber vs. Barão                     | 21 luglio 2012    | 3     | 5:00  | Calgary, Canada            | Debutto in UFC |
| Vittoria   | 31–2-1 (1) | Trevor Prangley       | KO Tecnico (pugni)                    | Bellator LVIII                               | 19 novembre 2011  | 2     | 1:06  | Hollywood, Stati Uniti     | |
| Vittoria   | 30–2-1 (1) | Jesse Taylor          | Sottomissione (heel hook)             | Australian FC 2                              | 3 settembre 2011  | 2     | 1:26  | Melbourne, Australia       | Vince il titolo dei Pesi Medi AFC |
| Vittoria   | 29–2-1 (1) | Falaniko Vitale       | KO (pugno)                            | Bellator XLIV                                | 14 maggio 2011    | 3     | 0:54  | Atlantic City, Stati Uniti | |
| Vittoria   | 28–2-1 (1) | Joe Doerksen          | KO Tecnico (stop medico)              | Cage FC 16                                   | 25 marzo 2011     | 1     | 4:13  | Sydney, Australia          | Difende il titolo dei Pesi Medi CFC |
| Vittoria   | 27–2-1 (1) | Alexander Shlemenko   | Decisione (unanime)                   | Bellator XXXIV                               | 28 ottobre 2010   | 5     | 5:00  | Hollywood, Stati Uniti     | Difende il titolo dei Pesi Medi Bellator |
| Vittoria   | 26–2-1 (1) | Herbert Goodman       | KO (pugni)                            | Bellator XXIV                                | 12 agosto 2010    | 1     | 0:38  | Hollywood, Stati Uniti     | |
| Vittoria   | 25–2-1 (1) | Jay Silva             | KO (pugni)                            | Bellator XVIII                               | 13 maggio 2010    | 1     | 0:06  | Monroe, Stati Uniti        | |
| Vittoria   | 24–2-1 (1) | Art Santore           | KO Tecnico (stop medico)              | Cage FC 12                                   | 12 marzo 2010     | 1     | 4:16  | Sydney, Australia          | Difende il titolo dei Pesi Medi CFC |
| Vittoria   | 23–2-1 (1) | Joey Gorczynski       | Decisione (unanime)                   | G-Force Fights: Bad Blood 3                  | 4 febbraio 2010   | 3     | 5:00  | Miami, Stati Uniti         | |
| Vittoria   | 22–2-1 (1) | Kalib Starnes         | Sottomissione (pugni)                 | Cage FC 11                                   | 20 novembre 2009  | 1     | 1:55  | Sydney, Australia          | Difende il titolo dei Pesi Medi CFC |
| Vittoria   | 21–2-1 (1) | Jared Hess            | KO Tecnico (stop medico)              | Bellator XII                                 | 19 giugno 2009    | 4     | 1:41  | Hollywood, Stati Uniti     | Vince torneo e titolo dei Pesi Medi Bellator                                                                                                |
| Vittoria   | 20–2-1 (1) | Damien Stelly         | KO Tecnico (pugni)                    | Bellator IX                                  | 29 maggio 2009    | 1     | 2:56  | Monroe, Stati Uniti        | Torneo dei Pesi Medi Bellator I, Semifinale                                                                                                 |
| Vittoria   | 19–2-1 (1) | Virgil Lozano         | KO (pugno)                            | Bellator III                                 | 17 aprile 2009    | 1     | 1:10  | Norman, Stati Uniti        | Torneo dei Pesi Medi Bellator I, Quarti di finale                                                                                           |
| Vittoria   | 18–2-1 (1) | Ron Verdadero         | KO Tecnico (suplex e pugni)           | Cage FC 7: Battle at the Big Top             | 20 febbraio 2009  | 1     | 0:20  | Sydney, Australia          | Difende il titolo dei Pesi Medi CFC |
| Vittoria   | 17–2-1 (1) | Brian Ebersole        | Sottomissione (pugni)                 | Cage FC 5                                    | 12 settembre 2008 | 4     | 1:56  | Sydney, Australia          | Difende il titolo dei Pesi Medi CFC |
| Vittoria   | 16–2-1 (1) | Fabiano Capoani       | KO (gomitate)                         | Cage FC 4                                    | 23 maggio 2008    | 2     | 0:23  | Sydney, Australia          | Difende il titolo dei Pesi Medi CFC |
| Vittoria   | 15–2-1 (1) | Tristan Yunker        | KO Tecnico (stop dall'angolo)         | Cage FC 3                                    | 15 febbraio 2008  | 1     | 3:10  | Sydney, Australia          | Difende il titolo dei Pesi Medi CFC |
| Vittoria   | 14–2-1 (1) | Damir Mihajlovic      | Decisione (unanime)                   | Serbia vs. Australia                         | 21 dicembre 2007  | 3     | 5:00  | Australia                  | |
| Vittoria   | 13–2-1 (1) | Jean-François Lénogue | Decisione (unanime)                   | Cage FC 2                                    | 23 novembre 2007  | 3     | 5:00  | Sydney, Australia          | Vince il titolo dei Pesi Medi CFC |
| Vittoria   | 12–2-1 (1) | Tatsuya Kurisu        | KO Tecnico (pugni e soccer kick)      | X-Agon 2                                     | 2 novembre 2007   | 1     | 0:48  | Sydney, Australia          | |
| Parità     | 11–2-1 (1) | Kyle Noke             | Parità                                | Cage FC 1                                    | 28 luglio 2007    | 3     | 5:00  | Sydney, Australia          | Debutto in CFC |
| Vittoria   | 11–2 (1)   | Fabio Fernandes       | KO (pugni)                            | Oceania FC                                   | 19 maggio 2007    | 1     | 3:24  | Sydney, Australia          | |
| Vittoria   | 10–2 (1)   | Yusaku Tsukumo        | Decisione (unanime)                   | Warriors Realm 9                             | 12 maggio 2007    | 3     | 5:00  | Gold Coast, Australia      | |
| Vittoria   | 9–2 (1)    | James Te-Huna         | Sottomissione (infortunio)            | Warriors Realm 8                             | 23 marzo 2007     | 1     | 3:50  | Sydney, Australia          | |
| Vittoria   | 8–2 (1)    | Eiji Ishikawa         | KO Tecnico (pugni)                    | DEEP: 28th Impact                            | 16 febbraio 2007  | 1     | 0:50  | Bunkyō, Giappone           | |
| Sconfitta  | 7–2 (1)    | Gegard Mousasi        | Decisione (unanime)                   | Pride Bushido Survival Finals                | 5 novembre 2006   | 2     | 5:00  | Yokohama, Giappone         | Pride 2006 Welterweight Grand Prix, eventuale ripescaggio                                                                                   |
| Vittoria   | 7–1 (1)    | Jae Young Kim         | Sottomissione (armbar)                | Spirit MC 9: Welterweight Grand Prix Opening | 8 ottobre 2006    | 1     | 1:36  | Seul, Corea del Sud        | |
| Vittoria   | 6–1 (1)    | Michael Ravenscroft   | Decisione (unanime)                   | Dojo KO: Second Elimination                  | 22 luglio 2006    | 3     | 5:00  | Melbourne, Australia       | |
| Sconfitta  | 5–1 (1)    | Akihiro Gono          | Decisione (unanime)                   | Pride Bushido Survival 2006                  | 4 aprile 2006     | 2     | 5:00  | Saitama, Giappone          | Pride 2006 Welterweight Grand Prix, Primo turno                                                                                             |
| Vittoria   | 5–0 (1)    | Mathew Toa            | Sottomissione (armbar)                | Ultimate Promotions: Total Termination       | 1º aprile 2006    | 1     | 0:36  | Gold Coast, Australia      | |
| Vittoria   | 4–0 (1)    | Daiju Takase          | KO (pugno)                            | X-plosion 13                                 | 18 marzo 2006     | 1     | 4:40  | Gold Coast, Australia      | |
| Vittoria   | 3–0 (1)    | David Frendin         | KO (pugni)                            | XFC 10                                       | 3 marzo 2006      | 1     | 0:52  | Gold Coast, Australia      | Vince il titolo dei Pesi Mediomassimi XFC                                                                                                   |
| Vittoria   | 2–0 (1)    | Adam Bourke           | Sottomissione (toe hold)              | XFC 9: Lightweight GP                        | 26 novembre 2005  | 1     | 1:44  | Gold Coast, Australia      | |
| No Contest | 1–0 (1)    | Chris Brown           | No Contest (testata involontaria)     | Warriors Realm 3                             | 12 marzo 2005     | 1     | -     | Brisbane, Australia        | |
| Vittoria   | 1–0        | Michael Grunindike    | Decisione (unanime)                   | Spartan Reality Fight 11                     | 26 settembre 2004 | 2     | 5:00  | Gold Coast, Australia      | |